# Armayor
Armayor es un lugar español de la parroquia de Piñera, perteneciente al municipio de Cudillero, en la comunidad autónoma de Asturias.

## Historia
Hacia mediados del siglo XIX, el lugar, ya por entonces perteneciente a la parroquia de Piñera del municipio de Cudillero, tenía contabilizada una población de 52 habitantes. Aparece descrito en el segundo volumen del Diccionario geográfico-estadístico-histórico de España y sus posesiones de Ultramar de Pascual Madoz con las siguientes palabras:

ARMAYOR: l. en la prov. y dióc. de Oviedo (7 leg.), part. jud. de Pravia (1), ayunt. de Cudillero (1/4), y felig. de Sta. Maria de Pinera (V.): sit. sobre la loma de la sierra que de Villafria se estiende hasta Sta. Ana de Montarés: el terreno es á propósito para el cultivo de la escanda; pero se cosecha tambien maiz, habas, patatas y otros frutos: pobl.: 12 vec., 52 almas.
(Madoz, 1845, p. 573)

En 2023, la entidad singular de población de Armayor tenía empadronados 39 habitantes, todos ellos en el núcleo de población de ese nombre.